# Daisuke Tomita
Daisuke Tomita (冨田 大介 Tomita Daisuke?), född 24 april 1977 i Yamaguchi prefektur, är en japansk fotbollsspelare.
Tomita började sin karriär 2000 i Mito HollyHock. Efter Mito HollyHock spelade han för Omiya Ardija, Vissel Kobe, Ventforet Kofu och Tokushima Vortis. Han avslutade karriären 2018.